# Davide Donati
Pour les articles homonymes, voir Donati.
Davide Donati, né le 8 avril 2005, est un coureur cycliste italien.

## Biographie
Davide Donati est né en avril 2005 à Brescia, en Lombardie. Vers l'âge de douze ans, il commence le cyclisme sous les couleurs d'un club de Monticelli Brusati, après avoir joué au football. Il se consacre d'abord au VTT,. Dans cette discipline, il obtient notamment plusieurs victoires en 2021. Il décroche par ailleurs la médaille d'argent dans le relais par équipes aux championnats d'Europe de Pila, disputés par des cyclistes de moins de 17 ans. Son frère cadet Andrea est lui aussi coureur cycliste,.
En 2022, il rejoint une équipe basée à Treviglio. Avec cette structure, il découvre ses qualités de rouleur en terminant deuxième du championnat d'Italie du contre-la-montre juniors. L'année suivante, il se révèle au niveau international en remportant une étape du Tour du Valromey, le Trofeo Comune di Vertova et la version junior du Chrono des Nations,. Il finit par ailleurs quatrième du Grand Prix Rüebliland. Ses bons résultats lui permettent de représenter l'Italie lors de grands événements internationaux. 
Pour la saison 2024, il intègre la formation Biesse-Carrera, qui possède une licence continentale,. Il abandonne définitivement le VTT pour privilégier les compétitions sur route. Dans le calendrier de l'UCI, il s'impose sur le Gran Premio della Liberazione, réservée aux cyclistes espoirs. Il termine également deuxième du Giro del Belvedere, huitième de La Popolarissima, neuvième d'une étape du Tour de la Vallée d'Aoste ou encore dixième du Giro del Medio Brenta. À l'étranger, il participe au Tour de la Mirabelle, où il se classe troisième du prologue, quatrième de la dernière étape et huitième du classement général. 
En 2025, il est transféré dans la nouvelle réserve de l'équipe Red Bull-Bora-Hansgrohe. Il effectue sa reprise au mois de janvier lors des épreuves du Challenge de Majorque. Le 18 juillet, il gagne au sprint la 3e étape du Tour de Wallonie à Antoing, son premier succès parmi les professionnels.

## Palmarès et résultats

### Palmarès par année
- 2022
  - 2e du championnat d'Italie du contre-la-montre juniors
- 2023
  - 2e étape du Tour du Valromey
  - Trofeo Comune di Vertova
  - Chrono des Nations juniors
  - 2e du championnat d'Italie du contre-la-montre juniors
- 2024
  - Gran Premio della Liberazione
  - 2e de la Coppa San Geo
  - 2e du Giro del Belvedere
- 2025
  -  Champion d'Italie du contre-la-montre espoirs
  - 3e étape du Tour de Wallonie

### Classements mondiaux
| Année                                 | 2024 |
| ------------------------------------- | ---- |
| Classement mondial                    | 910e |
| UCI Europe Tour                       | 644e |
|                                       |      |
| Légende : nc = non classéSource : UCI |      |